# Маттіа Мустаккіо
Маттіа Мустаккіо (італ. Mattia Mustacchio, нар. 17 травня 1989, К'ярі) — італійський футболіст, фланговий півзахисник, нападник клубу «Кротоне».
Грав за юнацькі і молодіжну збірні Італії.

## Клубна кар'єра
Народився 17 травня 1989 року в місті К'ярі. Вихованець юнацьких команд футбольних клубів «Брешія» та «Сампдорія». У дорослому футболі дебютував у сезоні 2008/09 виступами за основну команду останнього клубу. Тоді провів п'ять матчів у найвищому італійському дивізіоні, які на багато років лишалися для нього єдиними в рамках Серії A.
2009 року для отримання ігрової практики був відданий в оренду до друголігової «Анкони», а за рік — до «Варезе», команди тієї ж Серії B.
На початку 2011 року уклав контракт зі знову ж таки друголіговою «Віченцою». Відіграв за цю команду три з половиною сезону, причому останній з них вже після пониження Віченци в класі до третього італійського дивізіону.
З насутупною своєю командою, «Асколі», здійснив зворотній шлях, здобувши в сезоні 2014/15 підвищення з третього до другого дивізіону.
Протягом наступних п'яти сезонів незмінно грав у Серії B, встигнувши за цей час пограти, крім «Асколі», за ««Про Верчеллі», «Перуджу», «Карпі» та «Кротоне».
У складі останньої команди в сезоні 2019/20 здобув підвищення у класі і сезон 2020/21 уперше з 2008 року почав як гравець команди Серії A.

## Виступи за збірні
2006 року провів три гри у складі юнацької збірної Італії (U-17).
За три роки захищав кольори юнацької збірної Італії (U-20). Зокрема був у її складі учасником молодіжного чемпіонату світу 2009, де італійці припинили боротьбу на стадії чвертьфіналів, а сам Мустаккіо забив два голи.
Протягом 2009–2010 років провів вісім матчів за молодіжну збірну Італії, в яких одного разу відзначився забитим голом.

## Статистика виступів

### Статистика клубних виступів
Станом на 13 жовтня 2020
| Сезон                    | Команда                  | Чемпіонат                | Чемпіонат | Чемпіонат | Національний кубок | Національний кубок | Національний кубок | Континентальні кубки | Континентальні кубки | Континентальні кубки | Інші змагання | Інші змагання | Інші змагання | Усього | Усього |
| Сезон                    | Команда                  | Ліга                     | Ігор      | Голів     | Ліга               | Ігор               | Голів              | Ліга                 | Ігор                 | Голів                | Ліга          | Ігор          | Голів         | Ігор   | Голів  |
| ------------------------ | ------------------------ | ------------------------ | --------- | --------- | ------------------ | ------------------ | ------------------ | -------------------- | -------------------- | -------------------- | ------------- | ------------- | ------------- | ------ | ------ |
| 2008–09                  | «Сампдорія»              | A                        | 5         | 0         | КІ                 | 0                  | 0                  | КУЄФА                | 0                    | 0                    | -             | -             | -             | 5      | 0      |
| 2009–10                  | «Анкона»                 | B                        | 24        | 0         | КІ                 | 0                  | 0                  | -                    | -                    | -                    | -             | -             | -             | 24     | 0      |
| 2010-січ. 2011           | «Варезе»                 | B                        | 7         | 0         | КІ                 | 2                  | 0                  | -                    | -                    | -                    | -             | -             | -             | 9      | 0      |
| січ.-черв. 2011          | «Віченца»                | B                        | 14        | 0         | КІ                 | 0                  | 0                  | -                    | -                    | -                    | -             | -             | -             | 14     | 0      |
| 2011–12                  | «Віченца»                | B                        | 16        | 2         | КІ                 | 1                  | 0                  | -                    | -                    | -                    | -             | -             | -             | 17     | 2      |
| 2012–13                  | «Віченца»                | B                        | 24        | 1         | КІ                 | 3                  | 1                  | -                    | -                    | -                    | -             | -             | -             | 27     | 2      |
| 2013–14                  | «Віченца»                | ЛП1Д                     | 28+1      | 6         | КІ+КІ-ЛП           | 2+4                | 1+0                | -                    | -                    | -                    | -             | -             | -             | 35     | 7      |
| Усього за «Віченцу»      | Усього за «Віченцу»      | Усього за «Віченцу»      | 82+1      | 9         |                    | 10                 | 2                  |                      | -                    | -                    |               | -             | -             | 93     | 11     |
| 2014–15                  | «Асколі»                 | ЛП                       | 33+1      | 5+1       | КІ-ЛП              | 0                  | 0                  | -                    | -                    | -                    | -             | -             | -             | 34     | 6      |
| серп. 2015               | «Асколі»                 | B                        | 0         | 0         | КІ                 | 1                  | 0                  | -                    | -                    | -                    | -             | -             | -             | 1      | 0      |
| Усього за «Асколі»       | Усього за «Асколі»       | Усього за «Асколі»       | 33+1      | 5+1       |                    | 1                  | 0                  |                      | -                    | -                    |               | -             | -             | 35     | 6      |
| вер. 2015–16             | «Про Верчеллі»           | B                        | 35        | 7         | КІ                 | 0                  | 0                  | -                    | -                    | -                    | -             | -             | -             | 35     | 7      |
| 2016-січ. 2017           | «Про Верчеллі»           | B                        | 19        | 3         | КІ                 | 2                  | 1                  | -                    | -                    | -                    | -             | -             | -             | 21     | 4      |
| Усього за «Про Верчеллі» | Усього за «Про Верчеллі» | Усього за «Про Верчеллі» | 54        | 10        |                    | 2                  | 1                  |                      | -                    | -                    |               | -             | -             | 56     | 11     |
| січ.-черв. 2017          | «Перуджа»                | B                        | 18+1      | 4         | КІ                 | 0                  | 0                  | -                    | -                    | -                    | -             | -             | -             | 19     | 4      |
| 2017–18                  | «Перуджа»                | B                        | 27        | 2         | КІ                 | 1                  | 1                  | -                    | -                    | -                    | -             | -             | -             | 28     | 3      |
| 2018-січ. 2019           | «Перуджа»                | B                        | 13        | 0         | КІ                 | 0                  | 0                  | -                    | -                    | -                    | -             | -             | -             | 13     | 0      |
| Усього за «Перуджу»      | Усього за «Перуджу»      | Усього за «Перуджу»      | 58+1      | 6         |                    | 1                  | 1                  |                      | -                    | -                    |               | -             | -             | 60     | 7      |
| січ.-черв. 2019          | «Карпі»                  | B                        | 11        | 2         | КІ                 | 0                  | 0                  | -                    | -                    | -                    | -             | -             | -             | 11     | 2      |
| 2019–20                  | «Кротоне»                | B                        | 34        | 3         | КІ                 | 2                  | 0                  | -                    | -                    | -                    | -             | -             | -             | 36     | 3      |
| Усього за кар'єру        | Усього за кар'єру        | Усього за кар'єру        | 308+3     | 35+1      |                    | 18                 | 4                  |                      | 0                    | 0                    |               | -             | -             | 329    | 40     |